# Диманштейн, Семён Маркович
Семён (Ши́мен) Ма́ркович Диманште́йн (21 марта 1886, Себеж, Витебская губерния (ныне Псковская область) — 25 августа 1938, Коммунарка) — российский революционер; советский партийный деятель.
Казнён в период «большого террора», посмертно реабилитирован.

## Биография
Родился в семье ремесленника. Его отец был ремесленником-жестянщиком, а Шимен пошёл в обучение к обувщику. В 1898 году он поступил в иешиву в местечке Слободка, затем учился в Любавичской иешиве; сдал экзамен на раввина и в 18 лет был рукоположен в Вильне как раввин.
Работал в Институте народов Востока, возглавлял Институт национальностей при ЦИК СССР, редактировал журналы «Революция и национальности», «Новый Восток», один из авторов 1-го тома «Истории гражданской войны в СССР». Делегат VIII–X съездов РКП(б). Репрессирован в 1938 г., осужден в 1939 г., реабилитирован в авг. 1955 г.
В 1904 году в Вильне вступил в Российскую социал-демократическую рабочую партию, примкнув к большевикам. Вел революционную работу в Вильно, Ковно, Минске, Риге. Боролся с Бундом.
В 1908 году С.М.Диманштейн был арестован в Риге и осужден на 6 лет каторги, которую отбывал в Саратовской каторжной тюрьме. В 1913 году его определили на вечное поселение (ссылку) в Иркутскую губернию, откуда он бежал (в 1914 году) в Германию. В связи с началом Первой мировой войны С. М. Диманштейн был депортирован во Францию, устроился в Париже слесарем на завод и вступил во Французскую социалистическую партию, а также в Парижскую группу РСДРП(б). 
После Февральской революции 1917 года вернулся в Россию, работал в Риге в военной организации и редактировал газету «Окопная правда». После Октябрьской революции вошёл в коллегию Наркомтруда. В январе 1918 года был назначен главой новообразованного Еврейского комиссариата при Народном комиссариате по делам национальностей, возглавлявшимся тогда И. Сталиным. Член Коллегии Наркомнац (НКН). (Коллегия: Н. Нариманов, М. Павлович, О. Карклин, Г. Бройдо, М. Гусейнов, А. Каменский, С. Пестковский.)
Издавал газету на идишe. Вскоре (1918) возглавил Евсекцию и приступил к ликвидации еврейских общин и организаций с заменой их на социалистические объединения.
Возглавлял компартию в Литве и Белоруссии. До 1930 года работал в Институте Национальностей — директор. Опубликовал несколько статей по еврейскому вопросу. Также в конце 20-х возглавлял Всесоюзную научную ассоциацию востоковедов.
В 1920–1922 годы – политический представитель РСФСР в Бухарской Советской Народной республике, с июня 1920 года — член Туркбюро ЦК РКП(б), с 1922 по 1924 гг. работал в ЦК КП(б) Украины, редактор журнала «Знамя коммунизма». 
С конца 1920-х]был председателем центрального правления ОЗЕТа, принимал участие в организации Еврейской автономной области. 
В 1930-х годах — редактор журнала «Революция и национальности».
С момента образования Всесоюзного центрального комитета Нового алфавита (ВЦКНА), организовавшегося сразу же после Первого Всесоюзного Тюркологического Съезда в Баку (1926), вошел в состав его ЦК, был избран членом его Президиума, которым оставался вплоть до 1937 г. Совместно с академиком И. И. Мещаниновым, Д. Коркмасовым, А. И. Нухрат и академиком А. Н. Самойловичем состоял в редколлегии журнала Всесоюзного Центрального Комитета Нового алфавита (ВЦКНА).
Член ВЦИК и ЦИК СССР. С 1929 и до конца 1931 г. заместитель Секретаря Совета Национальностей при Президиуме ЦИК Союза ССР.
Как заместитель Секретаря Совета Национальностей принимал участие в работе исторического заседания 14-15 января 1931 г. — по заслушиванию Доклада Правительства Республики Дагестан (пред. Совнаркома Д. Коркмасов) по случаю 10-летнего юбилея «О хозяйственно-экономическом и культурном строительстве Республики». Выступая в прениях по докладу, дал очень высокую оценку результатам деятельности и колоссальным достижениям республики, которые, как он подчеркивал, «во многом стали возможными вследствие её самостоятельного развития».
За публикацию статей против коллективизации, которая была официальной линией партии, а также позицию, занимаемую им в отношении развития языков коренных народов и по вопросам дальнейших суверенитетов республик, был снят со всех постов, предан суду и казнён. Также был обвинён в принадлежности к троцкистской оппозиции в СССР. На его приговоре стоят подписи И.В.Сталина и В.М.Молотова.

## Семья
Жена — Буткова Александра Алексеевна (1892—1986). Училась в женском медицинском институте в Санкт-Петербурге. После Февральской революции – агитатор при Петроградском комитете РСДРП(б) и Мотовилихинском РК РСДРП(б) (Пермская губерния). В 1920–1921 годах – заведующая отделом пропаганды Туркестанского Главполитпросвета в Ташкенте, затем инструктор орготдела ЦК ВКП(б), преподаватель Коммунистического университета народов Востока при ЦК ВКП(б), Высших курсов пропагандистов при ЦК ВКП(б) и Института массового заочного обучения при ЦК ВКП(б). После ареста мужа была осуждена 8 октября 1938 года на 8 лет как ЧСИР. После освобождения (в 1946 году) занялась сбором документов и публикаций С. М. Диманштейна. Эти документы сейчас хранятся в Государственном архиве РФ. На пенсии с 1955 года.
Дочь — Куйбышева Ксана Семёновна (1921-2006). Внучка - Куйбышева Елена Владимировна (родилась в  1942).

## Сочинения
- Национальная политика Советской власти за два года. М. 1920.
- Прошлое и настоящее : Жизнь народов СССР. М.: Московский рабочий, 1924.
- Введение // Н. Ленин О еврейском вопросе в России. — [Харьков], 1924. С. 9—19.
- Методы революционной и коммунистической пропаганды на Востоке // Жизнь национальностей. 1922. 26 апреля. С. 4.
- Очерк революционного движения среди еврейских масс / 1905. История революционного движения в отдельных очерках. Под ред. М. Н. Покровского. Т. 3. М., 1927. С. 114.
- Башкирия в 1918—1920 гг. // Пролетарская революция. 1928. № 5(76). С. 152.
- О меньшевистской платформе по национальному вопросу // Вестник Коммунистической академии. 1929. Кн. 34.
- 10 лет советской конституции. Партийное изд-во, 1933.
- За ленинско-сталинский интернационализм. Москва : Эмес, 1935.
- Еврейская автономная область — детище Октябрьской революции. Москва : «Дер эмес», 1936.
- Национальная политика Советской власти и Сталинская Конституция. Москва : Эмес, 1937.